# Anatolij Ivanovič Gribkov
Anatolij Ivanovič Gribkov, in russo Анато́лий Ива́нович Грибко́в? (Duchovoe, 23 marzo 1919, – Mosca, 12 febbraio 2008), è stato un militare sovietico.
Fu un alto comandante dell'Armata Rossa durante il periodo della guerra fredda.
Gribkov nacque nel villaggio di Dukhovoye (oggi nel distretto di Liskinskij dell'oblast' di Voronež), Repubblica Socialista Federativa Sovietica Russa il 23 marzo 1919 da Ivan Vasil'evič Gribkov e da Serafima Kuzminična Gribkova. Ebbe sei fratelli e tre sorelle.

## Formazione
Frequentò la Scuola Superiore di Comando di carri armati e di ingegneria di Chirchiq, nella quale si diplomò presto e successivamente si laureò nell'Accademia Sovietica di Stato Maggiore con honours degree ed una medaglia d'oro.

## Fatti storici
Il generale Anatolij Gribkov giocò ruoli minori ma importanti durante i fatti della crisi dei missili di Cuba e del Checkpoint Charlie.
Successivamente comandò il Distretto Militare di Leningrado e, fino al suo pensionamento nel 1989, fu il Capo di Stato Maggiore del Trattato di Varsavia. 
Gribkov morì a Mosca il 12 febbraio 2008.